# Castillo de Nordborg

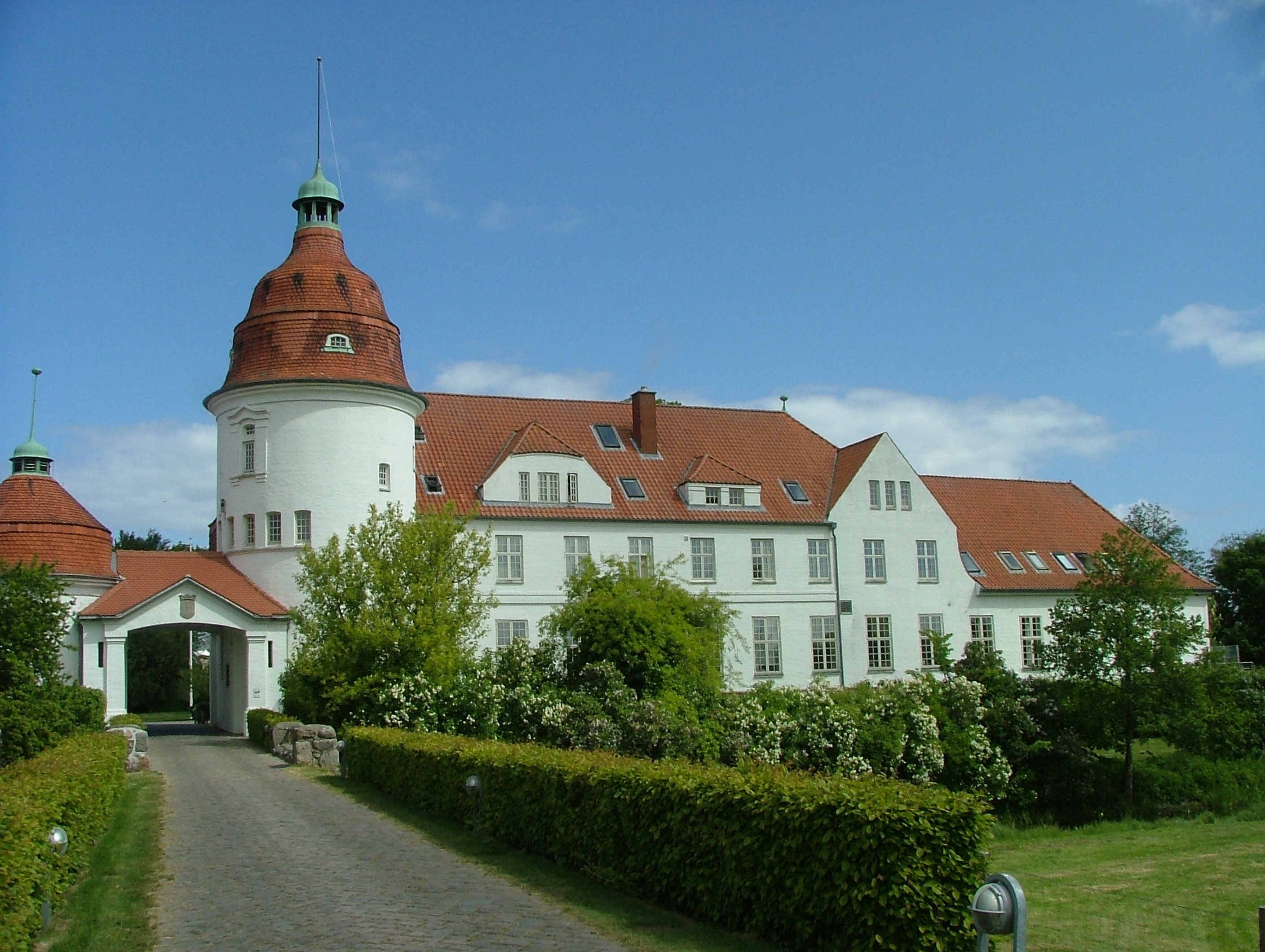
Nordborg Slot

El Castillo de Nordborg (en danés: Nordborg Slot) es un pequeño castillo que se sitúa en el lado sur del Lago Nordborg (Nordborg Sø) en Nordborg en la isla de Als en la Municipalidad de Sønderborg, Dinamarca. Las instalaciones del castillo actualmente son utilizadas por el Nordborg Slots Efterskole como escuela internado. El Castillo de Nordborg también ha sido el telón de fondo durante varios años del Nord-Als Musikfestival.

## Fundación e historia temprana
Según Saxo, el Castillo de Nordborg fue fundado por el rey Svend Grathe (c. 1125-1157) bajo el nombre de Alsborg. De aquí, puede ser fechado en torno a 1150. Alsborg fue construido mientras los wendos todavía dominaban la costa danesa; su localización unos pocos kilómetros tierra adentro significaba que el castillo no podía ser atacado sin ser avisado, y la población local tenía una mejor oportunidad de refugiarse ahí.
La primera evidencia escrita de Alsborg es de finales del siglo XII. De aquí, se conoce que el Obispo Valdemar de Slesvig  (1158-1236) fue hecho prisioneros en Alsborg entre 1192 y 1197.
Después de que fuera construido el Castillo de Sønderborg en la isla de Als (ca. 1158), Alsborg fue renombrado Nordborg. Nordborg fue durante gran parte de la Edad Media propiedad del rey, y fue en varias ocasiones fuente de ingresos para la viuda del rey.
En 1571, el hermano del rey Federico II, Hans el Joven (1545-1622), heredó las posesiones de su madre la reina Dorotea de la isla de Als y Sundeved incluyendo Nordborg. Hans era un hombre emprendedor, quien durante los siguientes 50 años amplió y mejoró constantemente sus propiedades. Hubo una serie de proyectos constructores alrededor del Castillo de Nordborg.
A la muerte de Hans en 1622, sus posesiones fueron divididas en ducados separados, incluyendo Nordborg, que fue a manos de su hijo Hans Adolf (1576-1624). Hans Adolf murió solo dos años más tarde de tal modo que el ducado fue a manos del otro hijo de Hans el Joven, Frederik (1581-1658).

## Ocupación e incendio
Nordborg fue ocupado varias veces durante las guerras suecas, primero por los suecos, después por Brandeburgo y por tropas polacas y finalmente por tropas suecas hasta que llegó la paz en 1660.
En 1665 un fuego estalló en el castillo, y lo incendió. El Duque Hans Bugislav (1629-1679) se declaró en bancarrota y perdió su propiedad, que fue revertido por el siguiente duque, Augusto de Schleswig-Holstein-Sonderburg-Plön (1635-1699). En 1678 se inició el proceso de reconstrucción del castillo, y en ese tiempo el escudo de armas ducal fue puesto sobre la entrada del castillo. En 1730, Nordborg pasó de nuevo a ser posesión de la corona. Nordborg tenía una finca de alrededor de 400 hectáreas, pero en las siguientes décadas el territorio se convirtió en granjas y en 1766 el castillo fue vendido a un propietario privado y algunas de las edificaciones fueron demolidas y vendidas como material de construcción.

## Instituto e internado
En 1909 el castillo fue adquirido por la ciudad de Nordborg. Era el sueño del alcalde pro-alemán Klinkers construir un instituto, que sería un contrapeso de los institutos daneses del norte de la frontera. El castillo fue después restaurado por el arquitecto Eugen Fink, y en 1910 el castillo fue arrendado a la asociación alemana de escuelas de secundaria en Schleswig del Norte.
Después de la reunificación en 1920 el castillo fue comprado por el comerciante Johan Hansen (1845-1928). Él estableció la fundación Stiftelsen Nordborg Slot que desde 1922 administra una escuela internado, la Nordborg Slots Efterskole, en el castillo.

## Propietarios del Castillo de Nordborg
- (ca. 1150-1490) Entre la Corona y los duques de Sønderjyske
- (1490-1564) la Corona
- (1564-1622) Duque Hans den Yngre
- (1622-1624) Duque Hans Adolf
- (1624-1658) Duque Frederik
- (1658-1669) Duque Hans Bugislav
- (1669-ca. 1672) la Corona
- (ca. 1672-1676) Johan Adolf de Pløn
- (1676-1699) Duque August de Nordborg-Pløn
- (1699-1722) Duque Joachim Frederik
- (1722-1729) Arvingerne til Duque Joachim Frederik
- (1729-1766) la Corona
- (1766-?) Hans Bugislav Carstens
- (?-1830) varios propietarios
- (1830-?) Momme Steffens
- (?-1909) propietario desconocido
- (1909-1921) ciudad de Nordborg
- (1921) Johan Hansen
- (1921-) Fundación Nordborg Slot